# Матка-Єльвож
Ма́тка-Єльво́ж (рос. Матка-Ельвож) — річка в Республіці Комі, Росія, права притока річки Матка-Йоль, лівої притоки річки Сар'ю, правої притоки річки Ілич, правої притоки річки Печора. Протікає територією Троїцько-Печорського району.
Річка протікає на південний схід, південний захід, південний схід та південний захід.